# Dee Dee Davis
Dee Dee Davis (Culver City, 17 de abril de 1996) é uma atriz estadunidense. Seu principal trabalho é como Bryanna Thomkins no seriado The Bernie Mac Show. Ela também apareceu nos seriados The Game, Strong Medicine e Plantão Médico.
Dee Dee é a irmã mais nova de Aree Davis.

## Ligações Externas
- Dee Dee Davis no Internet Movie Database (em inglês)